# Samostan Džvari
Samostan Džvari (gruzinsko ჯვრის მონასტერი) je gruzijski pravoslavni samostan iz 6. stoletja v bližini Mchete na vzhodu Gruzije. UNESCO ga je skupaj z drugimi zgodovinskimi spomeniki Mchete vpisal na seznam svetovne dediščine. Džvari je redek primer zgodnje srednjeveške gruzijske cerkve, ki je do danes preživela skoraj nespremenjena. Cerkev je postala ustanovitelj svojega tipa, tipa Džvari cerkvene arhitekture, ki je razširjena v Gruziji in Armeniji. Zgrajen na vrhu Džvari (656 m nmv) je samostan primer harmonične povezanosti z naravnim okoljem, značilnem za gruzijsko arhitekturo.

## Zgodovina
Samostan Džvari stoji na skalnati pečini ob sotočju rek Mtkvari in Aragvi s pogledom na mesto Mcheta, ki je bilo prej glavno mesto Iberijske kraljevine.
Po tradicionalnih navedbah je na tej lokaciji v začetku 4. stoletja sveta Nina, ženska evangelist, zaslužna za spreobrnjenje kralja Miriana III. v krščanstvo, na mestu poganskega templja postavila velik lesen (ali iz ovijalke) križ. Križ naj bi delal čudeže, zato je privabljal romarje z vsega Kavkaza. Leta 545, v času vladavine Guarama I. je bila nad ostanki lesenega križa postavljena majhna cerkev, imenovana Mala cerkev Džvari, ki jo je še vedno mogoče videti ob sosednji glavni cerkvi.
Majhna cerkev ni zadoščala potrebam priljubljenega romarskega mesta, zato naj bi bila med letoma 590 in 605, pod pokroviteljstvom Guaramovega sina Štefana I., zgrajena sedanja zgradba ali Velika cerkev Džvari. To temelji na Džvari napisih na njenem pročelju, ki omenjajo glavne graditelje cerkve: Stephanos patricius, Demetrius hypatos in Adarnase hypatos. Profesor Cyril Toumanoff se s tem stališčem ne strinja in te posameznike identificira kot Štefan II., Demetrij (brata Štefan I.) in Adarnas II. (sina Štefana II.) . Ninin križ je ostal znotraj cerkve, njegov originalni podstavek pa je še vedno na prvotnem mestu.
V 10. stoletju so ga požgali Arabci, vendar je mu uspelo preživeti le z manjšimi popravki.
Pomen kompleksa Džvari se je sčasoma povečeval in privabil številne romarje. V poznem srednjem veku so kompleks utrdili s kamnitim obzidjem in vrati, katerih ostanki še danes obstajajo. V sovjetskem obdobju je bila cerkev ohranjena kot nacionalni spomenik, vendar je bil dostop otežen zaradi varnosti bližnje vojaške baze. Po neodvisnosti Gruzije je bila stavba obnovljena za aktivno versko uporabo. Džvari je bil leta 1994 skupaj z drugimi spomeniki Mchete vpisan na seznam Unescove svetovne dediščine.
Vendar pa so konstrukcije skozi stoletja utrpele škodo zaradi dežja in vetrne erozije ter neustreznega vzdrževanja.
Džvari je bil na leta 2004 uvrščen na seznam World Monuments Watch, zagovorniškega programa newyorške zasebne neprofitne organizacije World Monument Fund (WMF), ki je namenjena ohranjanju zgodovinske, umetniške in arhitekturne dediščine po vsem svetu.

## Arhitektura
Cerkev Džvari je bila zgrajena na samem robu pečine, njena zahodna fasada je skoraj visela nad prepadom, kjer so jo okrepili s podpornim zidom. Tempelj je videti, kot da raste z gore, kar je bil očitno načrt arhitekta. Džvari je eden najboljših primerov harmoničnega odnosa arhitekture z naravo.
Ima dva vhoda, s severa in z juga. Stavba ima obliko križa, podaljšana od vzhoda do zahoda, pri čemer je vsak krak zaključen s polkrožno apsido . Cerkev Džvari je zgodnji primer »cerkve središčnega tlorisa s štirimi apsidami s štirimi nišami« . Med štirimi apsidami so tričetrtinske cilindrične niše, ki so odprte v osrednji prostor, prehod iz kvadratnega osrednjega dela na dno tamburja kupole pa je izveden s tremi vrstami pendentivov, arhitekturnim dosežkom tistega časa. Spodnja vrsta je sestavljena iz štirih večjih pendentivov, dveh zgornjih manjših in na koncu iz 32 faset, ki držijo kupolo. Tako kupola počiva na stenah, ne na stebrih, kot v kasnejših cerkvah, kar ustvarja en enovit prostor in iluzijo velike velikosti, čeprav je cerkev visoka manj kot 25 m. Prisotnost visokih prehodnih niš med glavnim prostorom in štirimi majhnimi sobami je še en trik arhitekta, ki je želel porušiti kontrast med velikimi in majhnimi prostori . Cerkev Džvari je močno vplivala na nadaljnji razvoj gruzijske arhitekture in je služila kot model za številne druge cerkve.
Vodilni element stavbe, kupola, ima osemkraki tambur. Pod kupolo, v bližini središča notranjosti, stoji piedestal, obdan z osmerokotnikom, pomembnim umetniškim dodatkom, ki je bil prvotno v vznožju Nininega križa, zdaj pa ima nov lesen križ. Štiri valjaste niše med apsidami vodijo v štiri prostore: dve na vzhodnem delu, oltar in zakristijo ter dve v zahodnem, molitvene sobe za vladarja (severozahodno) in za ženske (jugozahodno). Napis nad zadnjo sobo govori, da je njegovo gradnjo financirala neznana Timistia. Prav tako ima ploski relief z upodobitvijo Kristusovega vnebohoda. Notranja stena je bila prvotno prekrita s klesanci, kasneje pa je bila ometana in poslikana s freskami, od katerih je malo ohranjenih.
Različne skulpture v reliefu s helenističnimi in sasanidskimi vplivi krasijo zunanji vzhodno in južno fasado, nekatere pa spremljajo pojasnjevalni napisi v gruzinski pisavi Asomtavruli. Vhodni timpanon na južni fasadi je okrašen z reliefom Poveličanja Križa, ista fasada prikazuje tudi Kristusov vnebohod, precej razširjena tema v zgodnjekrščanski umetnosti. Križ, ki je tradicionalni Bolnisijev križ, držita dva angela. Severna fasada, ki jo zapira majhna zgodnejša cerkev, pa tudi zahodna, vidna od daleč, nista okrašeni. Vsako okno na vzhodni fasadi ima okrasni glavič. Vsaka od treh plati vzhodne apside ima bas relief, ki prikazuje vladarje in plemiče. Na levi je prikazan Demetrij, brat Štefana I. Osrednji prikazuje Štefana I. pred Kristusom, kar je tudi razloženo na napisu. Desni bas relief ima Adarnasa Hypatosa s sinom in nadangeloma Gabrielom in Mihaelom, ki letita zgoraj, vendar identiteta ni jasna in nekateri ga povezujejo z Adarnasom I. ali Adarnasom II. Na južni apsidi najdemo še en relief s Štefanom II. pred Kristusom. Morda je klečeči lik, upodobljen na južni strani tamburja, cerkveni arhitekt.
Mala Guaramova cerkev, štirikotna v splošnih dimenzijah, ima notranjost v obliki križa. S portalom je povezana z vhodom v cerkev iz severa in z juga. Zidovi cerkve so pokriti z dobro obdelanimi bloki. Pol kupola je bila pokrita z mozaikom, a je ostal le še drobec. Okrašena niša je mišljena za katolikosa Gruzije. Južni vhod krasijo kapiteli z okrasnimi listi. Portal povezuje tudi obe cerkvi.
Samostanski kompleks je obdan z ostanki obzidja s stolpi. Vhod z vrati je bil z vzhoda.
Negotovost glede datuma gradnje cerkve in razprave o tem so v Gruziji in Armeniji prevzele nacionalistične podtone, pri čemer je nagrada zato, kdo je izumil obliko "cerkve s središčnim tlorisom s štirimi apsidami".
- Demetrij Hypatos. Vzhodna fasada.
- Štefan I. pred Kristusom. Vzhodna fasada.
- Adarnase s sinom. Vzhodna fasada.
- Štefan II. pred Kristusom. Južna fasada.

## Grožnje
Erozija igra vlogo, ki grozi da se samostan poruši, kamnite bloke pa uničuje veter in kisli dež.

## Galerija
- Panoramski pogled na cerkev in okolico.
- Samostan Jvari, pogled z juga.
- Kamniti izrezljani relief na zunanji južni steni.
- Notranji pogled z velikim lesenim križem.
- Drevo s platnenimi trakovi in majhnimi koščki platna, privezanimi na njegove veje.
- Pogled na samostan Džvari
- Miniaturni park Šekvetili